# 越南共和國國徽

越南第一共和國國徽

越南共和國國徽是越南共和國主權的象徵和標誌。

## 形狀

### 第一共和國（1955年－1963年）
從1957年開始，國徽的形狀為等邊三角形，尖角向下，內有竹叢，象徵歷久不衰的力量。上面是一本寫著「越南」兩個字的卷軸。卷軸的一邊纏著一支毛筆，象徵知識分子和文學精神，另一邊有一把劍，象徵軍人和俠義精神。

### 第二共和國（1967年－1975年）
國徽是一個帶有三道紅色條紋的黃色盾徽（越南共和國國旗的變體），並飾以二龍戲珠。